# Antonio Salandra
Antonio Salandra (Troia, 13 agosto 1853 – Roma, 9 dicembre 1931) è stato un politico e giurista italiano, Presidente del Consiglio dei ministri dal 21 marzo 1914 al 18 giugno 1916.

## Biografia
Docente universitario di giurisprudenza, nel 1886 fu eletto per la prima volta deputato alla Camera del Regno (XVI legislatura) nel collegio di Foggia e sempre rieletto fino alla XXVII legislatura. Nel 1891 fu sottosegretario alle finanze nel governo Di Rudinì e ancora nel III e IV governo Crispi fino al 1896. Diviene ministro dell'agricoltura, industria e commercio nel II governo Pelloux dal 1899 al 1900.
Nel 1901 fonda, insieme all'ex ministro (all'epoca) Sidney Sonnino, un nuovo quotidiano a Roma: il Giornale d'Italia. Tornò al governo nel 1906 nel I e II governo Sonnino come ministro delle finanze e poi del tesoro.

### Presidente del Consiglio
Salandra, esponente della destra liberale, divenne presidente del consiglio dei ministri nel marzo 1914, dopo la caduta del governo di Giovanni Giolitti, e scelto dallo stesso Giolitti che ancora guidava la maggioranza in parlamento. Decise di mantenere l'Italia neutrale (31 luglio 1914), ma nei mesi successivi, e specialmente dopo il rimpasto governativo del novembre (che portò al ministero degli esteri Sidney Sonnino), si distaccò ben presto da Giolitti sulla questione della partecipazione italiana alla prima guerra mondiale.
Mentre Giolitti era schierato a favore della neutralità, Salandra e il suo ministro degli esteri Sonnino appoggiavano l'intervento a fianco della Triplice Intesa e furono responsabili dell'entrata in guerra dell'Italia, nonostante l'opposizione della maggioranza del parlamento (vedi neutralità italiana nel primo anno di guerra) e la mancanza di fondi. La guerra costava e dato che le entrate non erano sufficienti l'enorme costo venne pagato con l'accensione di debiti. In primo luogo aprendo un debito pubblico di circa 20 miliardi di lire e poi prestiti esteri, nei confronti della Gran Bretagna (pari a 611 milioni di sterline) e degli Stati Uniti (pari a 1648 milioni di dollari).
Salandra si aspettava che l'entrata nel conflitto a fianco dell'Intesa avrebbe portato a una rapida soluzione della guerra, ma in realtà poco cambiò, e il primo anno di guerra dell'Italia fu segnato da pochi successi a fronte di un indebitamento smisurato. A seguito di questi errori, con la scusa di una riuscita offensiva austriaca dal Trentino nel giugno del 1916, Salandra fu messo in minoranza in Parlamento e costretto a dimettersi. Durante i suoi due governi fu anche ministro degli interni e per brevi periodi degli esteri e della marina.
Dopo la fine della prima guerra mondiale, fu delegato alla conferenza di Parigi e poi rappresentante dell'Italia a Ginevra. In seguito appoggiò il governo di Mussolini nell'ottobre 1922. Eletto alla Camera nel 1924 nel listone fascista, fu presidente della giunta del bilancio fino al 1925. Fu poi nominato senatore del Regno d'Italia nel 1928, fino alla morte.

### Attività accademica
Professore ordinario di diritto amministrativo e scienza dell'amministrazione nella Università di Roma, fu preside della facoltà di giurisprudenza e socio nazionale dell'Accademia dei Lincei.

### Decesso
Morì nel 1931; riposa nella tomba di famiglia nel cimitero di Troia.
I suoi diari, ritrovati fortunosamente dal bibliotecario di Lucera, sono oggi conservati alla biblioteca "Ruggiero Bonghi" di Lucera, suo collegio elettorale.

## Opere
- Il divorzio in Italia, Roma, Forzani e C., 1882.
- Codice della giustizia amministrativa, Torino, Unione tipografico-editrice, 1893.
- La giustizia amministrativa nei governi liberi, Torino, Unione tipografico-editrice, 1904.
- La politica nazionale e il Partito liberale, Milano, Treves, 1912.
- Corso di diritto amministrativo, Roma, Athenaeum, 1915.
- Politica e legislazione. Saggi, Bari, Laterza & Figli, 1915.
- I discorsi della guerra. Con alcune note, Milano, Treves, 1922.
- La neutralità italiana, 1914. Ricordi e pensieri, Milano, Mondadori, 1928.
- L'intervento. 1915. Ricordi e pensieri, Milano, Mondadori, 1930.
- Benemerenze e direttive del partito liberale, Lucera, Scepi, 1944.
- Memorie politiche. 1916-1925, Milano, Garzanti, 1951; Reggio Calabria, Parallelo 38, 1975.
- Il diario di Salandra, Milano, Pan, 1969.
- Discorsi parlamentari, 3 voll., Roma, C. Colombo, 1969.
- I retroscena di Versailles, Milano, Pan, 1971.

## Onorificenze

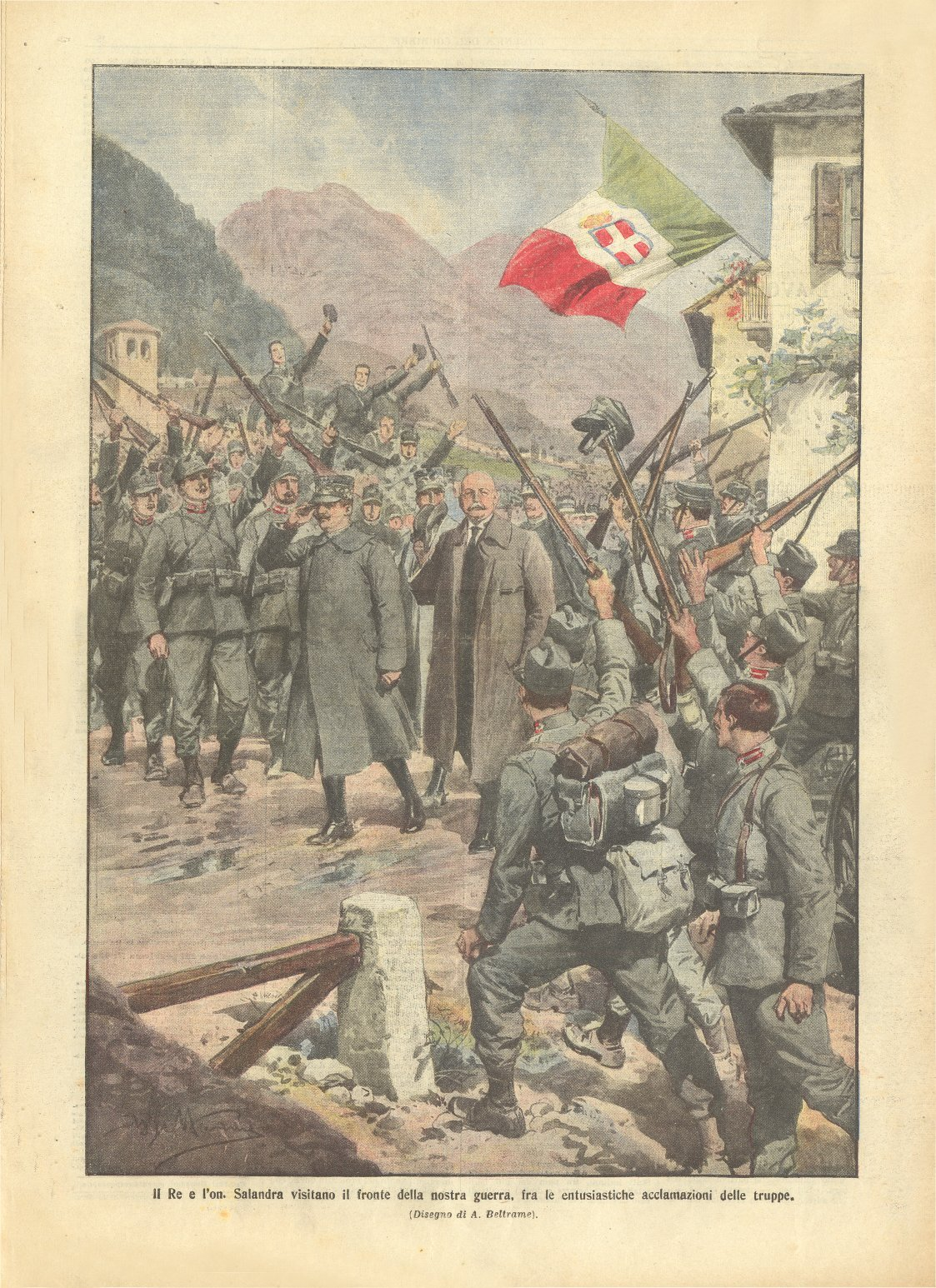
Da la Domenica del Corriere: Il Re Vittorio Emanuele III e il Presidente del Consiglio dei Ministri on. Salandra visitano il fronte durante la Grande Guerra